# Senokos (Dolneni)
Pour les articles homonymes, voir Senokos.
Senokos (en macédonien Сенокос) est un village du centre de la Macédoine du Nord, situé dans la municipalité de Dolneni. Le village comptait 315 habitants en 2002.

## Démographie
Lors du recensement de 2002, le village comptait :
- Macédoniens : 314
- Autres : 1